# Sunting
Sunting is een bestuurslaag in het regentschap Aceh Tamiang van de provincie Atjeh, Indonesië. Sunting telt 657 inwoners (volkstelling 2010).